# Waschti
Waschti (ˈvaʃti, persisch وشتی waschti, DMG vaštī) ist nach dem Tanach und dem Alten Testament eine Frau des Perserkönigs Ahasveros.

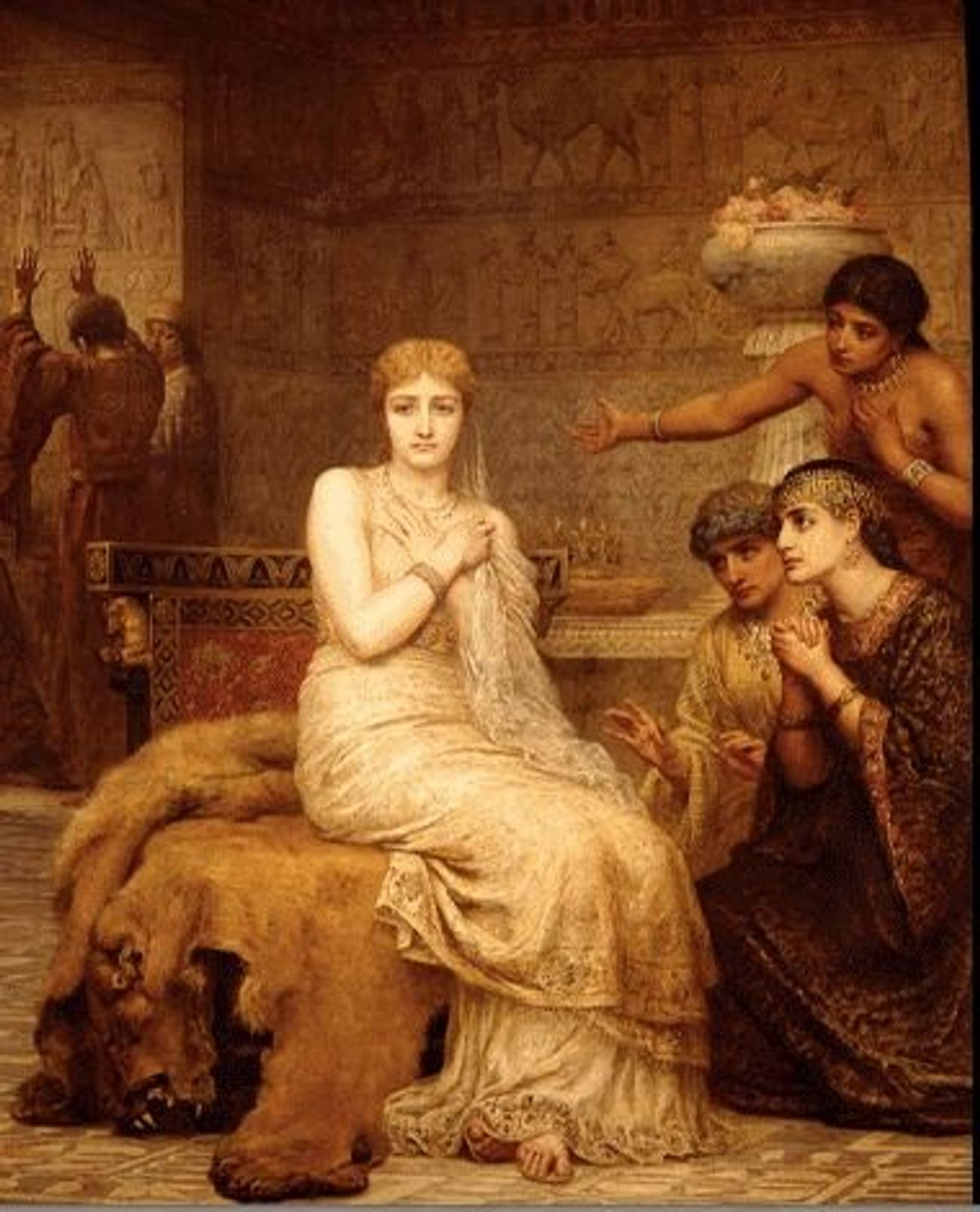
Waschti verweigert den Befehl des Königs, Gemälde von Edwin Long

## Namensvarianten
Aus hebräisch וַשְׁתִּי (Neuhebräisch: Waschti, tiberisches System: Waštî); Lutherbibel (1984, rev. 1999; 2017), Gute Nachricht Bibel, Zürcher Bibel (2007), Neue-Welt-Übersetzung und Einheitsübersetzung: Waschti; Elberfelder Bibel (1985), Hoffnung für alle (1996) und Lutherbibel (1984): Wasti; Vulgata, Grünewalder Bibel und Lutherbibel (1554; 1912): Vasthi; Elberfelder Bibel (1871; 1905) und Schlachter-Bibel (1951; 2000): Vasti. Der Name bedeutet „die Erwünschte“.

## Hebräische Bibel
Im Tanach ist sie die Gemahlin des Perserkönigs Ahasveros. Als sie sich weigert, bei einem Festmahl des Königs zu erscheinen, wird sie von ihm verstoßen (Est 1,15 ). Der Akt wird nicht nur als Rebellion gegen die Autorität des Königs, sondern auch der einer Frau gegen ihren Gatten verstanden und stellt darüber hinaus das Patriarchat insgesamt in Frage: „Denn die Tat der Königin Waschti dringt hinaus zu allen Frauen, um ihre Eheherren in ihren Augen verächtlich zu machen.“ (Vers 1.17). Ihr Platz als Königin wird später von der Jüdin Ester eingenommen.

## Rabbinische Tradition
In der rabbinischen Tradition ist die persische Waschti eine der vier Frauen, die die Welt beherrschten, zusammen mit Semiramis in Mesopotamien sowie Isebel und Atalja in Israel.

## Literarische Bearbeitungen
- Gotter, Friedrich Wilhelm: Die stolze Vasthi. Ein Lustspiel in einem Akte (1795)[2]